# Paratorchus brevipennis
Paratorchus brevipennis – gatunek chrząszczy z rodziny kusakowatych i podrodziny Osoriinae.
Gatunek ten opisany został w 1893 roku przez Thomasa Brouna jako Holotrochus brevipennis. W 1982 roku przeniesiony został przez H. Pauline McColl do rodzaju Paratrochus, któremu w 1984 roku ta sama autorka zmieniła nazwę na Paratorchus, w związku z wcześniejszym użyciem poprzedniej nazwy dla rodzaju mięczaków.
Chrząszcz o walcowatym ciele długości od 2,5 do 3,3 mm, barwy rudobrązowej. Wierzch ciała ma głównie dość delikatnie punktowany oraz gęsto owłosiony. Długość szczecinek jest nie mniejsza niż odległości między nimi. Owalne oczy złożone budują 1–2 przypłaszczone omatidia. Przedplecze ma od 0,45 do 0,55 mm długości, głęboką siateczkowatą mikrorzeźbę oraz grube punktowanie. Przednia ⅓ przedplecza jest węższa niż tylna. Pokrywy charakteryzują zaokrąglone kąty ramieniowe. Odwłok ma dziewiąty tergit niezbyt silnie wydłużony ku tyłowi w dwa krótkie, tępe wyrostki tylne. U samca ósmy sternit odwłoka nie ma wgłębień, ale może mieć nagą łatkę środkową. Narząd kopulacyjny samca szeroki wyrostek boczny zakrzywiony wokół zagiętej ku szczytowi części rurkowatej, a paramery są smukłe. Samicę cechuje żołądziokształtna lub owalna spermateka o wymiarach 0,125 × 0,075 mm.
Owad endemiczny dla Nowej Zelandii, znany z Wyspy Północnej, Great Barrier, Little Barrier i wysp Mokohinau. Spotykany jest w ściółce, próchnicy i mchach, na wysokości od 20 do 1615 m n.p.m.